# Europamästerskapen i brottning 1968
Europamästerskapen i brottning 1968 hölls vid två tillfällen. Tävlingen i grekisk-romersk stil hölls i Västerås, Sverige mellan den 14 och 16 juni 1968. Tävlingen i fristil hölls i Skopje, Jugoslavien mellan den 2 och 4 juli 1968.
1968 var sista gången som det brottades i åtta viktklasser vid EM i brottning. 1969 introducerades ytterligare två viktklasser. 1997 ändrades viktklassystemet tillbaka till åtta klasser.

## Medaljtabell
| Nr                   | Nation               | Guld | Silver | Brons | Totalt |
| -------------------- | -------------------- | ---- | ------ | ----- | ------ |
| 1                    | Sovjetunionen        | 8    | 1      | 2     | 11     |
| 2                    | Bulgarien            | 4    | 7      | 0     | 11     |
| 3                    | Ungern               | 1    | 3      | 2     | 6      |
| 4                    | Tjeckoslovakien      | 1    | 1      | 1     | 3      |
| 5                    | Turkiet              | 1    | 0      | 2     | 3      |
| 6                    | Frankrike            | 1    | 0      | 0     | 1      |
| 7                    | Sverige              | 0    | 1      | 3     | 4      |
| 8                    | Rumänien             | 0    | 1      | 1     | 2      |
| 9                    | Jugoslavien          | 0    | 1      | 0     | 1      |
| 9                    | Västtyskland         | 0    | 1      | 0     | 1      |
| 11                   | Finland              | 0    | 0      | 2     | 2      |
| 11                   | Polen                | 0    | 0      | 2     | 2      |
| 13                   | Östtyskland          | 0    | 0      | 1     | 1      |
| Totalt (13 nationer) | Totalt (13 nationer) | 16   | 16     | 16    | 48     |

## Resultat

### Fristil, herrar
| Gren   | Guld                             | Silver                    | Brons                          |
| 52 kg  | Baju Baev Bulgarien              | Paul Neff Västtyskland    | Mehmet Esenceli Turkiet        |
| 57 kg  | Ali Alijev Sovjetunionen         | Ivan Sjavov Bulgarien     | Zbigniew Żedzicki Polen        |
| 63 kg  | Enju Todorov Bulgarien           | Petre Coman Rumänien      | Jürgen Luczak Östtyskland      |
| 70 kg  | Enju Valtjev Bulgarien           | Jurij Gusov Sovjetunionen | Janne Karlsson Sverige         |
| 78 kg  | Daniel Robin Frankrike           | Károly Bajkó Ungern       | Guram Sagharadze Sovjetunionen |
| 87 kg  | Andrej Tschovrebov Sovjetunionen | Prodan Gardzjev Bulgarien | Francisc Balla Rumänien        |
| 97 kg  | Vladimir Guljutkin Sovjetunionen | Vasil Todorov Bulgarien   | Ryszard Długosz Polen          |
| 97+ kg | Aleksandr Medved Sovjetunionen   | Osman Duraliev Bulgarien  | László Nyers Ungern            |

### Grekisk-romersk stil, herrar
| Gren   | Guld                              | Silver                    | Brons                         |
| 52 kg  | Ivan Kotjergin Sovjetunionen      | Petar Kirov Bulgarien     | Jussi Vesterinen Finland      |
| 57 kg  | Christo Traykov Bulgarien         | János Varga Ungern        | Risto Björlin Finland         |
| 63 kg  | Jurij Grigorev Sovjetunionen      | Jiří Švec Tjeckoslovakien | İlhan Topsakal Turkiet        |
| 70 kg  | Vladimir Novochatko Sovjetunionen | Matti Poikala Sverige     | Antal Steer Ungern            |
| 78 kg  | Sırrı Acar Turkiet                | Milan Nenadić Jugoslavien | Vladislav Ivlev Sovjetunionen |
| 87 kg  | Omar Bliadze Sovjetunionen        | Petar Krumov Bulgarien    | Jiří Kormaník Tjeckoslovakien |
| 97 kg  | Ferenc Kiss Ungern                | Bojan Radev Bulgarien     | Pelle Svensson Sverige        |
| 97+ kg | Petr Kment Tjeckoslovakien        | István Kozma Ungern       | Ragnar Svensson Sverige       |